# József Szájer
József Szájer (n. 7 septembrie 1961, Sopron, Győr-Moson-Sopron, Ungaria) este un om politic maghiar. A fost membru al Parlamentului European din 2004 până în 2020 din partea Ungariei. Pentru activitatea desfășurată în consolidarea democrației est-europene a fost decorat în 1999 de regina Elisabeta II. (Marea Britanie)